# CD94/NKG2
CD94/NKG2 jsou receptory C-lektinového typu, které jsou exprimovány na povrchu NK buněk a některých CD8+ T-lymfocytů. Spouští či tlumí cytotoxickou aktivitu NK buněk, podle funkce se tedy dělí na aktivační a inhibiční. Rozpoznávají převážně neklasické MHC glykoproteiny I. třídy, u člověka molekuly HLA-E a u myši Qa-1.

## Rodina CD94/NKG2
Do rodiny CD94/NKG2 patří celkem 7 receptorů (NKG2A, B, C, D, E, F a H). Geny kódující tyto receptory jsou uloženy v klastrech v tzv. NK genovém komplexu na chromozómu 12 u lidí a na chromozómu 6 u myší společně s geny pro Clr (C-lectin related) proteiny.

## Struktura
NKG2 receptory jsou transmembránové proteiny typu II, které dimerizují s molekulou CD94. Ta má krátkou cytoplazmatickou doménu a je nezbytná pro přenos signálu do buňky. Jedná se tedy o heterodimery, jež jsou spojeny disulfidickými můstky. Výjimkou je receptor NKG2D vytvářející homodimery.

## Signalizace
Receptory NKG2A a NKG2B přenášejí inhibiční signál. V cytoplazmatické doméně obsahují dvě sekvence ITIM (Immunoreceptor tyrosine-based inhibitory motif), které jsou definovány aminokyselinovou sekvencí (I/L/V/S)xYxx(L/V), kde písmeno x představuje jakoukoli aminokyselinu na dané pozici. Vazba ligandu na tyto receptory vede k fosforylaci tyrosinu v motivu ITIM kinázami z rodiny Src, což umožní vazbu tyrosin fosfatázy SHP-1, SHP-2 či SHIP. Ta pak defosforyluje substráty tyrosin kináz, které jsou součástí aktivačních kaskád. Takto je tedy potlačena aktivace NK buňky.
NKG2C, NKG2E a NKG2H jsou aktivačními receptory. Po vazbě ligandu interagují s adaptorovou molekulou DAP12, jež nese motiv ITAM (Immunoreceptor tyrosine-based activation motif) o aminokyselinové sekvenci (D/E)xxYxx(L/I)x6-8Yxx(L/I). Kinázy z rodiny Src fosforylují tyrosin v sekvenci ITAM, což umožní adaptorovým molekulám vázat tyrozin kinázy Syk a ZAP-70. Výsledkem signalizace je reorganizace aktinového cytoskeletu, díky níž se může NK buňka polarizovat a uvolnit cytotoxické granule s enzymy perforinem a granzymem, a transkripce mnoha cytokinových a chemokinových genů. Průběh signalizace je podobný jako u T a B-lymfocytů po vazbě antigenu na jejich specifické receptory (T-buněčný receptor, B-buněčný receptor).
NKG2D je též aktivační, ale po vazbě ligandu interaguje s adaptorovou molekulou DAP10 s aminokyselinovým signalizačním motivem YINM. Na DAP10 se po fosforylaci kinázami Src nebo Jak váže podjednotka p85 kinázy PI(3)K či adaptor Grb2 a signalizace vyúsťuje v intracelulární uvolnění vápenatých iontů, opět dochází k reorganizaci aktinového cytoskeletu a degranulaci.
Funkce receptoru NKG2F dosud nebyla přesně popsána. Pravděpodobně neasociuje s CD94, nemá C-lektinovou doménu a v cytoplazmatické části obsahuje „ITIM-like“ motiv. Ten se ale zdá být nefunkční, tudíž je NKG2F považován za aktivační receptor.

## Ligandy
Receptory rodiny CD94/NKG2 vážou neklasické MHC glykoproteiny I. třídy, u člověka tedy molekuly HLA-E, u myši Qa-1.
Neklasické MHC glykoproteiny I. třídy se strukturně podobají klasickým MHC glykoproteinům I. třídy, avšak prezentují především peptidy odvozené od signálních peptidů MHC glykoproteinů I. Tudíž interakcí CD94/NKG2 s HLA-E (Qa-1) mohou NK buňky nepřímo sledovat expresi klasických MHC glykoproteinů I, a stejně tak i samotných HLA-E (Qa-1).
NKG2D je opět výjimkou. Kromě toho, že je to homodimer, váže adaptorovou molekulu DAP10 a shoduje se s ostatními členy této rodiny v aminokyselinové sekvenci pouze z 28 %, jeho ligandy jsou u lidí homology MHC glykoproteinů I. třídy MICA (MHC class I-chain related protein A), MICB a ULBP (UL-16 binding protein). MICA a MICB exprimují epitelové a endotelové buňky. V důsledku buněčného stresu, např. nádorového onemocnění nebo zánětu, se množství MICA a MICB zvyšuje, což aktivuje NK buňky prostřednictvím receptoru NKG2D. ULBP je v různých tkáních exprimován konstitutivně a stimuluje NK buňky k produkci cytokinů a chemokinů.
Myší receptor NKG2D váže molekuly H-60, pět variant proteinu Rae1 (Retinoic acid transcript 1) a Mult1 (mouse ULBP-like transcript 1). H-60 a Rae1 jsou strukturně podobné MHC glykoproteinům I. třídy. U nádorových buněk je jejich produkce zvýšena, což vede k aktivaci NK buněk a k produkci IFN-γ, který stimuluje buňky vrozené imunity.